# 線足硬殼寄居蟹
線足硬殼寄居蟹（学名：Calcinus lineapropodus）为活額寄居蟹科硬殼寄居蟹屬下的一个种。